# キーラ・ザゴースキー
キーラ・ザゴースキー（Kyra Zagorsky、1976年6月6日 - ）は、アメリカ合衆国の女優。

## 来歴
ニューヨークで生まれる。

## 出演作品

### 映画
- バイオ・インフェクション (2014)
- Vendetta (2015)
- Home Invasion (2016)
- S.W.A.T.: Under Siege (2017)

### テレビ
- HELIX -黒い遺伝子-（ジュリア・ウォーカー博士）(2014-2015)[2]
- Ice (2016)
- Travelers (2016)
- ARROW/アロー (2018-2019)
- ハンドレッド (2018)
- See 〜暗闇の世界〜 (2019)
- インパーフェクト (2022)[3]